# Charles Loiseau-Pinson
Charles Martin Loiseau-Pinson (Trôo, 2 marzo 1815 – Parigi, 27 maggio 1876) è stato un imprenditore francese.
Per pochi giorni fece parte del Consiglio della Comune di Parigi.

## Biografia
Nato a Trôo in una famiglia povera, si trasferì a Parigi nel 1834 dove lavorò come operaio tintore. Nel dicembre del 1839 fondò una casa di commercio che diresse fino alla fine dei suoi giorni. Membro del comitato democratico del V arrondissement di Parigi, venne eletto nel 1848 sottotenente della Guardia nazionale, carica da cui si dimise dopo il 13 giugno 1849.
Sotto l'Impero divenne membro del consiglio municipale di Lilas. Proclamata la Repubblica, fu eletto il 7 novembre, al primo turno, vicesindaco del II arrondissement di Parigi con 4 587 voti su 8 580 votanti. Il 26 marzo 1871 venne eletto con 6 932 voti, nello stesso arrondissement, al Consiglio della Comune e fece parte della Commissione lavoro e scambio. Con una diecina di altri eletti diede le dimissioni il 29 marzo per aderire all'Unione repubblicana dei diritti di Parigi, formata dai cosiddetti «conciliatori», coloro che cercavano un impossibile accordo tra la Comune e il governo Thiers.
Si ritirò a Bessé dove venne arrestato dai versagliesi alla caduta della Comune e poi liberato nel giro di pochi giorni. Eletto il 23 luglio consigliere municipale di Parigi, fu uno dei firmatari di un rapporto sulla situazione del commercio e dell'industria a Parigi indirizzato al consiglio municipale, in cui si raccomandava la fine dello stato di assedio e l'amnistia dei comunardi condannati dalle corti marziali di Versailles.